# Militão Augusto de Azevedo
Militão Augusto de Azevedo (Río de Janeiro, 18 de junio de 1837 - São Paulo, 24 de mayo de 1905) fue un fotógrafo brasileño. Es considerado uno de los más importantes de la segunda mitad del siglo XIX.
Nació en Río de Janeiro y ahí inició su carrera como actor de teatro formando parte de la Companhia Joaquim Heliodoro en 1858 y de la Companhia Dramática Nacional en 1860. Con ésta viajó a São Paulo en 1862 donde se estableció e inició su carrera de fotógrafo. Adquirió conocimientos como retratista en el estudio Carneiro & Gaspar. Luego se dedicó a crear un estilo propio, creando una libertad artística y creativa al fotografiar principalmente paisajes urbanos.
En 1872, siendo ya socio de Carneiro & Gaspar, adquirió el local y le cambio el nombre a "Photographia Americana". Ubicado frente a la Iglesia del Rosario, recibió como clientes tanto a figuras famosas como a personas del pueblo. Al ser un barrio frecuentado por población afrodescendiente, tomó gran cantidad de fotos en los que estos no se presentaban como esclavos sino como ciudadanos comunes. Por otro lado, entre los clientes notables, se destacan el emperador Pedro II, la emperatriz Teresa Cristina, el jurista y político Ruy Barbosa, el poeta Castro Alves, los abolicionistas Luís Gama y Joaquim Nabuco, Antônio de Lacerda Franco, José María Lisboa, Eduardo da Silva Prado, frai Germano de Annecy y Rodolfo Amoedo.
En 1885, a pesar de la popularidad del mercado fotográfico, vendió "Photographia Americana" por problemas comerciales y viajó a Europa.  Sólo mantuvo su archivo, el que se mantuvo en poder de su hijo mayor Luíz Gonzaga de Azevedo. En 1897, influenciado por los álbumes de ciudades europeas, decide editar "Vistas da Cidade de São Paulo" (1863), "Álbum de vistas da Cidade de Santos" (1864-65), "Álbum de vistas da Estrada de Ferro Santos Jundiaí" (1868) y, su proyecto más conocido, "Álbum Comparativo de Vistas da Cidade de São Paulo (1862-1887)".
Militão falleció el 24 de mayo de 1905, en São Paulo y fue enterrado en el Cementerio de la Consolación.